# الغابات المطيرة في أتسينانانا
الغابات المطيرة في اتسينانانا هو موقع تراث عالمي، إدرجته اليونسكو على قائمة التراث العالمي عام 2007، ويشمل الموقع 13 منطقة منها 6 ضمن الحدائق الوطنية في مدغشقر في الجزء الشرقي من الجزيرة.
1. متنزه ماروجيجي الوطني
2. متنزه ماسوالا الوطني
3. متنزه زاهامينا الوطني
4. متنزه رانومافا الوطني
5. متنزه آندرينجيتارا الوطني
6. منتزه أندوهايلا الوطني

تتوزع الغابات المطيرة في اتسينانانا على طول الجزء الشرقي من الجزيرة. وهذه الغابات الموغلة في الزمن بالغة الأهمية للحفاظ على العمليات الإيكولوجية المستمرة الضرورية للحفاظ على التنوع البيولوجي الفريد في مدغشقر، وهي تعكس التاريخ الجيولوجي للجزيرة. نظراً لانفصال الجزيرة عن اليابسة منذ أكثر من 60 مليون سنة، تطورت الحياة النباتية والحيوانية في مدغشقر في عزلة. وقد تبينت أهمية الغابات المطيرة لأهميتها بالنسبة للعمليات الإيكولوجية والبيولوجية على حد سواء، فضلاً عن تنوعها البيولوجي والأنواع المهددة التي تدعمها. العديد من حيوانات الجزيرة نادرة ومهددة بالانقراض، خاصة الليمور ورئيسيات أخرى.